# Cooper Spur
Der Cooper Spur ist ein schmaler Felssporn an der Pennell-Küste des ostantarktischen Viktorialands. Er erstreckt sich vom östlichen Ende der Cooper Bluffs in nördlicher Richtung.
Der United States Geological Survey kartierte ihn anhand eigener Vermessungen und Luftaufnahmen der United States Navy aus den Jahren von 1960 bis 1963. Das Advisory Committee on Antarctic Names benannte ihn 1970 nach Ronald R. Cooper, leitender Bauarbeiter auf der McMurdo-Station im antarktischen Winter 1967.